# Uganda International 2018
Die Uganda International 2018 im Badminton fanden vom 22. bis zum 25. Februar 2018 in Kampala statt. 

## Sieger und Platzierte
| Disziplin    | Gold                           | Silber                                             | Bronze                         |
| ------------ | ------------------------------ | -------------------------------------------------- | ------------------------------ |
| Herreneinzel | Pierrick Cajot                 | Jonathan Persson                                   | Aljallad Ahmad                 |
| Herreneinzel | Pierrick Cajot                 | Jonathan Persson                                   | Emre Lale                      |
| Dameneinzel  | Kate Foo Kune                  | Hadia Hosny                                        | Fathimath Nabaaha Abdul Razzaq |
| Dameneinzel  | Kate Foo Kune                  | Hadia Hosny                                        | Shamim Bangi                   |
| Herrendoppel | Artur Niyazov Dmitriy Panarin  | Bahaedeen Ahmad Alshannik Mohd Naser Mansour Nayef | Brian Kasirye Muzafar Lubega   |
| Herrendoppel | Artur Niyazov Dmitriy Panarin  | Bahaedeen Ahmad Alshannik Mohd Naser Mansour Nayef | Chongo Mulenga Kalombo Mulenga |
| Damendoppel  | Doha Hany Hadia Hosny          | Evelyn Siamupangila Ogar Siamupangila              | Halla Bouksani Linda Mazri     |
| Damendoppel  | Doha Hany Hadia Hosny          | Evelyn Siamupangila Ogar Siamupangila              | Shamim Bangi Aisha Nakiyemba   |
| Mixed        | Jonathan Persson Kate Foo Kune | Georges Paul Aurelie Marie Elisa Allet             | Adham Hatem Elgamal Doha Hany  |
| Mixed        | Jonathan Persson Kate Foo Kune | Georges Paul Aurelie Marie Elisa Allet             | Brian Kasirye Aisha Nakiyemba  |